# 関東三大梅林
関東三大梅林（かんとうさんだいばいりん）とは、関東地方の主な3つの梅林を指す表現。

## 一覧
| 名称     | 所在地             | イベント名                       | イベント時期         | 本数                                 |
| -------- | ------------------ | -------------------------------- | -------------------- | ------------------------------------ |
| 偕楽園   | 茨城県水戸市       | 水戸の梅まつり                   | 例年2月中旬〜3月下旬 | 3000本（100品種）                    |
| 越生梅林 | 埼玉県入間郡越生町 | 越生梅林梅まつり                 | 例年2月中旬〜3月下旬 | 2万5000本                            |
| 曽我梅林 | 神奈川県小田原市   | 小田原梅まつり・曽我別所梅まつり | 例年2月上旬〜3月上旬 | 3万5000本（別所、中河原、原の3地区） |

水戸偕楽園は日本三名園にも選ばれている。一方、群馬県の秋間梅林も候補に挙がっている。群馬県では、秋間梅林、榛名梅林、箕郷梅林の3ヵ所を群馬三大梅林としてPRしている。